# Ткачи (Псковская область)
Ткачи — деревня в Себежском районе Псковской области России. Входит в состав городского поселения Идрица.

## География
Находится на юго-западе региона, в центральной части района, в обезлесенной местности по обоим берегам реки Ливица, около озера Дёмино.
Уличная сеть не развита.

## История
В 1802—1924 годах земли поселения входили в Себежский уезд Витебской губернии.
В 1941—1944 годы местность находилась под фашистской оккупацией войсками Гитлеровской Германии.
До 1995 года деревня входила в Мостищенский сельсовет. Постановлением Псковского областного Собрания депутатов от 26 января 1995 года все сельсоветы в Псковской области были переименованы в волости и деревня стала частью Мостищенской волости.
В 2015 году Мостищенская волость, вместе с населёнными пунктами, была влита в состав городского поселения Идрица.

## Население
| 2001 | 2002 | 2010 |
| ---- | ---- | ---- |
| 10   | ↗17  | ↘7   |

Согласно результатам переписи 2002 года, в национальной структуре населения русские составляли 100 % от общей численности в 17 чел..

## Инфраструктура
Личное подсобное хозяйство.

## Транспорт
Деревня доступна по просёлочным дорогам.
Автомобильная дорога общего пользования местного значения «от автомобильной дороги Ливица — Галузино до дер. Ткачи» (идентификационный номер 58-254-855 ОП МП 58Н-075), протяжённостью 1,65 км.